# Octombrie 1999
Acest articol este generat integral pe baza informațiilor din articolul 1999 și este actualizat periodic de un robot.
 Editările făcute în articol vor fi șterse la următoarea actualizare! Dacă doriți să faceți modificări, editați articolul-sursă.

ianuarie -
februarie -
martie -
aprilie -
mai -
iunie -
iulie -
august -
septembrie -
octombrie -
noiembrie -
decembrie
Octombrie 1999 a fost a zecea lună a anului și a început într-o zi de vineri.

## Evenimente
- 8 octombrie: Președinții PDSR, Ion Iliescu și Nicolae Păun, Partida Rromilor, semnează un protocol de colaborare și parteneriat politic. Colaborarea va funcționa și la alegerile locale, generale și prezidențiale, Partida Rromilor urmând să-i susțină pe candidații PDSR.
- 12 octombrie: Populația Pământului ajunge la 6 miliarde de locuitori.
- 18 octombrie: Președinții PDSR, Ion Iliescu, și PUR, Dan Voiculescu, semnează un protocol de colaborare politică valabil pentru alegerile locale la care cele două partide urmează să participe separat, dar să se sprijine reciproc.
- 20 octombrie: Parlamentul României votează Legea privind deconspirarea fostei Securități ca poliție politică. Confonn legii, dosarele fostei Securități rămân la instituțiile care le dețin – SRI, MI, MApN – urmând să fie studiate de un Consiliu Național condus de un Colegiu format din 11 membri validați de Parlament.
- 21 octombrie: A apărut la București primul număr al revistei Playboy.
- 25 octombrie: A avut loc primul transplant de cord din România, executat la Spitalul de Urgență Floreasca de o echipă de medici condusă de conf. dr. Șerban Brădișteanu.
- 28 octombrie: Studenții protestează în Piața Universității față de condițiile nesatisfăcătoare de studiu și de cazare, ca și de bursele prea mici.
- 31 octombrie: Mika Hakkinen câștigă al doilea titlu mondial la Formula 1.

## Nașteri
- 8 octombrie: Ion Gheorghe, fotbalist român
- 20 octombrie: Kisora Niinuma, actriță japoneză
- 26 octombrie: Cătălin Itu (Cătălin Mihai Itu), fotbalist român

## Decese
- 1 octombrie: Mihail Grama, 74 ani, politician român (n. 1924)
- 2 octombrie: Heinz G. Konsalik (Heinz Günther Konsalik), 78 ani, scriitor german (n. 1921)
- 3 octombrie: Akio Morita, 78 ani, antreprenor japonez (Sony), (n. 1921)
- 4 octombrie: András Bodor, 84 ani, istoric și traducător român de origine maghiară (n. 1915)
- 4 octombrie: András Bodor, istoric și traducător român de origine maghiară (n. 1915)
- 6 octombrie: Amália Rodrigues (Amália Rebordão Rodrigues), 79 ani, cântăreață portugheză (n. 1920)
- 10 octombrie: Nakamura Hajime, 86 ani, filosof japonez (n. 1911)
- 14 octombrie: Alexandru Grozuță, 92 ani, interpret român de muzică populară și romanțe (n. 1907)
- 14 octombrie: Zdeněk Lorenc, 80 ani, scriitor ceh (n. 1919)
- 14 octombrie: Zdeněk Lorenc, scriitor ceh (n. 1919)
- 17 octombrie: Gheorghe Ionescu Gion, 90 ani, cântăreț român (n. 1909)
- 26 octombrie: Abraham Polonsky, 88 ani, politician american (n. 1910)
- 28 octombrie: Rafael Alberti, 96 ani, poet spaniol (n. 1902)